# Andreas Stütz

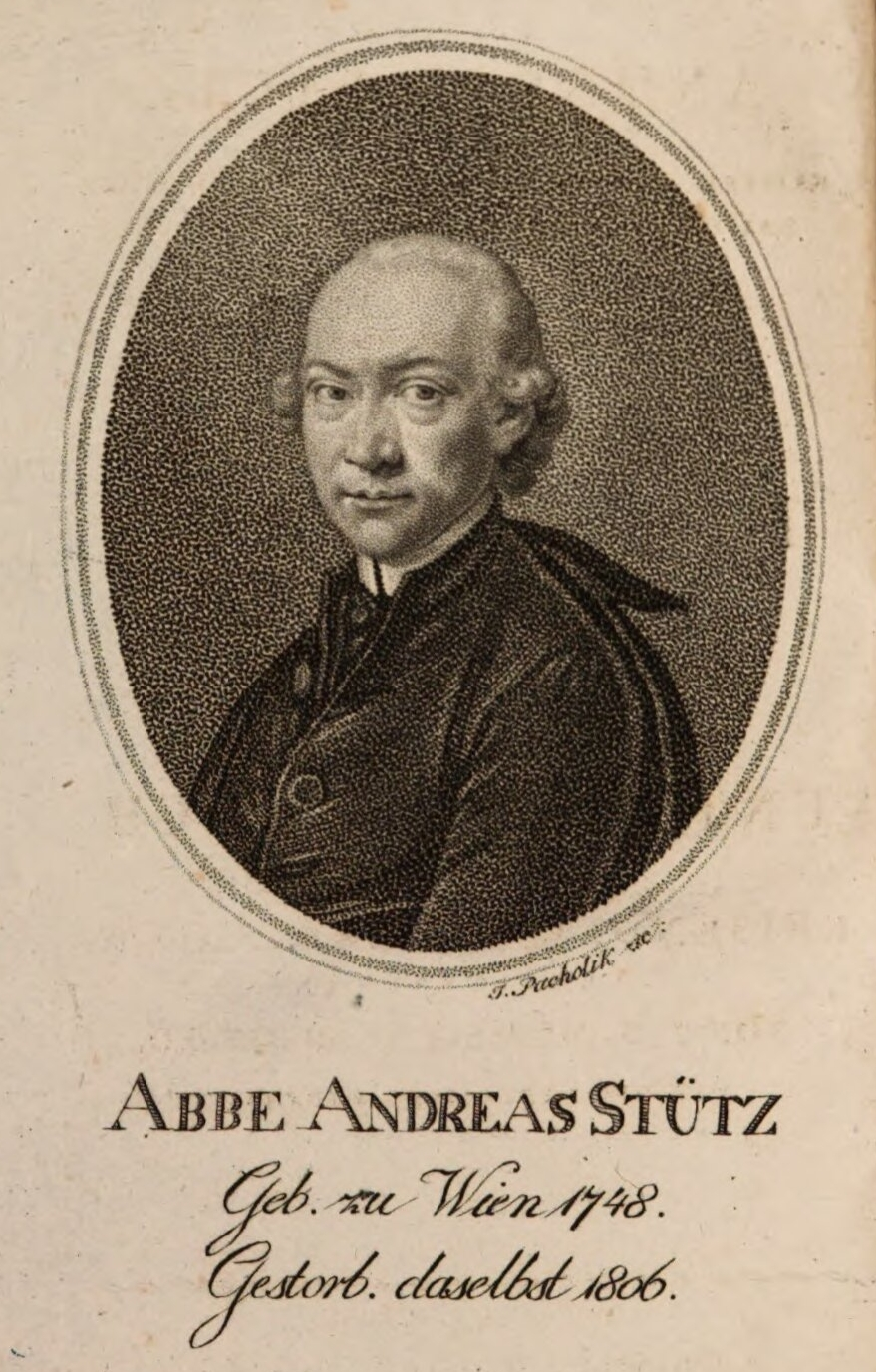
Andreas Stütz

Andreas Xaver Stütz O.S.A., auch Andreas Stitz (* 22. August 1747 in Wien; † 12. Februar 1806, anderes Datum 11. Februar 1806 ebenda) war ein österreichischer Geologe.

## Leben
Andreas Stütz trat 1764 in den Augustiner-Chorherrenstift St. Dorothea in Wien ein und wurde am 31. Mai 1764 eingekleidet; am 31. Mai 1765 legte er sein Gelübde ab und verteidigte am 20. Juli 1770 mit Kanonikus Franz Neumann (1744–1816) mehrere Sätze aus den theologischen Wissenschaften; am 29. September 1771 hatte er seine Primiz.
Am 1. April 1778 erfolgte seine Ernennung zum Feiertagsprediger in seinem Stift und am 3. November 1778 erhielt er an der Realkademie die Lehrkanzel der Naturgeschichte, Geographie und Mechanik. Später kam er in das Hof-Naturalien-Cabinet, wurde dort 1785 Direktions-Adjunkt, 1797 zweiter Direktor und 1802, nach dem Tod des Freiherrn Johann Ludwig Baillou (1731–1802), alleiniger Direktor.
Zu seinen Publikationen veröffentlichte er auch Aufsätze in Ignaz von Borns Physikalischen Arbeiten der einträchtigen Freunde in Wien, so unter anderem 1785 Beschreibung der im k. k. Naturalien-Cabinet aufbewahrten Zoolithen und 1787 Beschreibung der Chalcedonen des k. k. Naturalien-Cabinets sowie in der von Ignaz von Born und Friedrich Wilhelm Heinrich von Trebra herausgegebenen Bergbaukunde 1787 den Aufsatz Ueber einige vorgeblich vom Himmel gefallene Steine.
Er war mit dem Numismatiker Joseph Hilarius Eckhel befreundet, der als Begründer der Numismatik als Wissenschaft gesehen wird.
Karl Franz Anton von Schreibers wurde sein Nachfolger als Direktor des k.k. Hof-Naturalien-Cabinete.

## Ehrungen und Auszeichnungen
Andreas Stütz wurde 1797 mit dem Titel eines Kaiserlichen Rates ausgezeichnet.

## Mitgliedschaften
Andreas Stütz 1783 in die 1781 gegründete Freimaurerloge Zur wahren Eintracht, unter dem Vorsitz von Ignaz von Born, aufgenommen.

## Schriften (Auswahl)
- Versuche über die Mineralgeschichte von Oesterreich unter der Enns. Wien 1783.
- Neue Einrichtung der k. k. Naturalien-Sammlung zu Wien. Wien 1793.
- Physikalisch-mineralogische Beschreibung des Gold- und Silberbergwerks zu Szekerembe. Wien 1802.
- Johann Georg Megerle von Mühlfeld (Hrsg.): Mineralogisches Taschenbuch, enthaltend eine Oryktographie von Unterösterreich, zum Gebrauche reisender Mineralogen. Wien und Triest 1807.